# 33P/Daniel
La comète Daniel est une comète périodique du système solaire découverte par Zaccheus Daniel (observatoire Halsted, université de Princeton, New Jersey, États-Unis) le 7 décembre 1909 avec une magnitude 9.
À la suite de sa découverte, les retours de 1916, 1923 et 1930 furent prévus mais elle ne put être retrouvée.
Le retour de 1937 fut retrouvé par Shin-ichi Shimizu (Simada au Japon) le 31 janvier à la suite du calcul de l'orbite de la comète par Hidewo Hirose (Tokyo), ce dernier ayant utilisé les calculs du retour de 1923 effectués par Alexander D. Dubiago et pris en compte les perturbations de Jupiter.
Depuis, tous les retours sauf ceux de 1957 et de 1971 ont été observés.
Une succession de rencontres rapprochées avec Jupiter a constamment accru la période orbitale de cette comète depuis sa première découverte ; elle s'accroîtra de nouveau à 8,29 ans lors de son prochain passage près de Jupiter le 2 décembre 2018.
Le diamètre du noyau est estimé à 2,6 kilomètres.